# Diritti LGBT in Gambia
Le persone LGBT in Gambia non dispongono di alcun diritto: sia l'omosessualità maschile che quella femminile sono illegali.

## Legge sull'attività sessuale tra persone dello stesso sesso
Il codice penale Gambia, modificato nel 2005, prevede quanto segue:
Sezione 144. Reati innaturali.
```
1) Qualsiasi persona che -
a) ha conoscenza carnale di qualsiasi persona contro l'ordine della natura; o
[...]
c) permette ad un uomo di avere conoscenza carnale di lui o lei contro l'ordine della natura;
è colpevole di un crimine ed è soggetto a reclusione per un periodo di 14 anni.
```

```
(2) In questa sezione - "conoscenza carnale di qualsiasi persona contro l'ordine della natura" include -
(a) conoscenza carnale della persona attraverso l'ano o la bocca della persona;
(b) inserire qualsiasi oggetto o cosa nella vulva o nell'ano della persona allo scopo di simulare il sesso; e
(c) commettere qualsiasi altro atto omosessuale con la persona.
```

La sezione 145 prevede che chiunque tenti di commettere uno dei reati specificati nella Sezione 144 sia colpevole di un crimine ed è soggetto a reclusione per un periodo di sette anni.
La sezione 147 afferma che una persona di sesso maschile che, in pubblico o in privato, commette un "atto di grave indecenza" con un'altra persona di sesso maschile o permette a un altro uomo di commettere un atto di questo tipo con lui, o acconsente a un altro uomo di commettere un simile atto con se stesso o con un'altra persona di sesso maschile, è colpevole di un reato minore e soggetto a reclusione per un periodo di cinque anni. Lo statuto afferma anche che una persona femminile che, in pubblico o in privato, commette un "atto di grave indecenza" con un'altra persona di sesso femminile o permette a un'altra donna di commettere un atto di questo tipo con lei, o acconsente a un'altra persona di sesso femminile di commettere un atto del genere con se stessa o un'altra persona di sesso femminile, è colpevole di un reato minore e soggetto a reclusione per un periodo di cinque anni. Il termine "atto di grave indecenza" include qualsiasi atto omosessuale.

## Riconoscimento delle relazioni tra persone dello stesso sesso
Le coppie omosessuali non hanno alcun riconoscimento legale.

## Protezioni contro la discriminazione
Non c'è protezione contro le discriminazioni basate sull'orientamento sessuale.

## Diritto di adozione
Il Gambia proibisce alle persone LGBT di poter adottare.

## Condizioni di vita
La relazione sui diritti umani del Dipartimento di Stato degli Stati Uniti del 2011 ha rilevato che: "c'era una forte discriminazione sociale contro gli individui LGBT, alcuni dei quali sono stati esclusi dalla società", anche se "durante l'anno non sono stati segnalati episodi di violenza fisica contro individui LGBT". Il rapporto ha anche rilevato che non vi erano organizzazioni LGBT nel paese.

## Tabella riassuntiva
| Attività e relazioni sessuali legali                                                  | (la pena detentiva massima è il carcere a vita) |
| Parità dell'età di consenso                                                           | No                                              |
| Leggi anti-discriminazione sul lavoro                                                 | No                                              |
| Leggi anti-discriminazione nella fornitura di beni e servizi                          | No                                              |
| Leggi anti-discriminazione in tutti gli altri settori (incluse le espressioni d'odio) | No                                              |
| Matrimonio egualitario                                                                | No                                              |
| Unione civile                                                                         | No                                              |
| Step-child adoption                                                                   | No                                              |
| Adozione                                                                              | No                                              |
| Autorizzazione a prestare servizio nelle forze armate                                 | No                                              |
| Diritto di cambiare genere                                                            | No                                              |
| Diritto di cambiare genere nei documenti                                              | No                                              |
| Accesso alla fecondazione in vitro per le lesbiche                                    | No                                              |
| Surrogazione di maternità                                                             | No                                              |
| Permesso di donare il sangue                                                          | No                                              |